# Рахат (Жанаозенська міська адміністрація)
Раха́т (каз. Рахат) — село у складі Жанаозенської міської адміністрації Мангистауської області Казахстану. Адміністративний центр Рахатської сільської адміністрації.
Село утворено 2012 року як селище із 4 мікрорайонів міста Жанаозен — Аксу, Жулдиз, Мерей, Рахат, 2014 року перетворено у село. 2020 року зі складу села виокремили нове село Кендерлі.
Населення — 35468 осіб (2021; 15730 у 2009).